# Sapucay, mi pueblo
 Sapucay, mi pueblo es una película de Argentina en colores  dirigida por Fernando Siro según el guion de Ismael Hasse sobre el libro El reverendo y el candidato que se estrenó el 2 de octubre de 1997 y que tuvo como principales intérpretes a Ricardo Bauleo, Elena Cruz, Luis Landriscina y Daniel Galarza.

## Sinopsis
En una pequeña localidad de la Provincia de Corrientes, el conflicto entre un sacerdote y el intendente sobre la instalación de un casino.

## Reparto
Intervinieron en el filme los siguientes intérpretes:
- Ricardo Bauleo
- Elena Cruz
- Carlos Escobar
- Celeste García Satur
- Elena Gowland
- Luis Landriscina
- Fernando Siro
- Eric Grimberg

## Comentarios
Gustavo J. Castagna en El Amante del Cine escribió:

Un cine de provincia en el peor sentido de la palabra, anacrónico y reaccionario, de pura raza y de gran pureza, como la yerba mate y los chistes de Don Luis.